# Smoky Mountain Wrestling
Smoky Mountain Wrestling, kurz SMW, ist der Name einer US-amerikanischen Wrestling-Promotion, die in Knoxville, Tennessee beheimatet war. Promotor war Jim Cornette.

## Geschichte
Die Geschichte der Promotion beginnt im Oktober 1991. Da Ted Turners Promotion World Championship Wrestling ab August 1991 begonnen hatte, sich von der National Wrestling Alliance zu trennen und unter eigenem Banner zu veranstalten, trat Cornette dort im Herbst 1991 von seinem Posten als Booker  zurück.

Zusammen mit Tim Horner und Sandy Scott stellte er in Tennessee das NWA-Banner Smoky Mountain Wrestling auf, das nun die Nachfolge der ausgeschiedenen WCW antreten sollte.

### Anfänge
Cornettes SMW begann noch im Oktober 1991 die ersten TV-Shows aufzuzeichnen. Doch da noch kein aktiver TV-Vertrag mit einem Sender bestand, wurden diese erst im März 1992 ausgestrahlt. Doch entwickelte sich das neue NWA-Projekt Smoky Mountain zu einem finanziellen Misserfolg. Die Promotion verfügte über keine lukrativen TV-Verträge, obwohl sie mit einer Vielzahl prominenter Wrestler  und talentierter Jung-Wrestler aufwarten konnte. So traten unter anderem Terry Funk, Cactus Jack, Chris Jericho, Glenn Jacobs und Chris Candido bei SMW an.

### Co-Operation mit World Wrestling Federation
Seit 1993 bestand eine starke Konkurrenz zur NWA Eastern Championship Wrestling, die zur damaligen Zeit eine der bekanntesten Suborganisation der National Wrestling Alliance war. Dazu kam auch die gegenseitige Abneigung von Jim Cornette und Paul Heyman und die Tatsache, dass die ECW der SMW langsam die großen Namen abgeworben hatte. Um der in Pennsylvania beheimateten Promotion genügend Paroli bieten zu können, benötigte SMW nun einen starken Partner. Diesen glaubte Cornette in der World Wrestling Federation gefunden zu haben. So ging er noch 1993 eine Co-Operation mit der in Connecticut  beheimaten Promotion ein.
SMW wurde nun ein inoffizielles Entwicklungsterritorium der WWF und so traten die damals amtierenden SMW-Tag-Team-Champions The Heavenly Bodies, bestehend aus Jimmy Del Ray und Tom Prichard, in WWF-Shows auf. Da aber Cornetts Booking-Stil beim Publikum als veraltet galt, blieb diese Maßnahme wirkungslos für die SMW. Der Promotion gelang es nicht, sich gegen die großen Zwei, der WWF und der WCW, durchsetzen zu können.

### Ende der Promotion
Am 27. August 1994 wurde in der ECW ein Turnier über den vakanten NWA World Title ausgetragen, an dessen Ende der Austritt der Promotion aus der NWA folgte.

So richtete SMW ein neues Turnier über die erneut vakante Championship aus, das nun Chris Candido gewinnen durfte. Doch waren die Tage von SMW letztendlich gezählt. Im Dezember 1995 verkauften Cornette und Sandy Scott die hochverschuldete Promotion an die von Jerry Jarrett und Jerry Lawler betriebene United States Wrestling Association.